# Порт Колборн (Онтарио)
Порт Колборн (енгл. Port Colborne) је град у Канади у покрајини Онтарио. Према резултатима пописа 2011. у граду је живело 18.424 становника.

## Становништво
Према резултатима пописа становништва из 2011. у граду је живело 18.424 становника, што је за 0,9% мање у односу на попис из 2006. када је регистровано 18.599 житеља.
| 2006.  | 2011.  |
| ------ | ------ |
| 18.599 | 18.424 |